# 全唐文
《欽定全唐文》，簡稱《全唐文》，是清朝官修唐人總集。全書一千卷，並卷首四卷，輯有唐朝、五代十國文章共18,488篇（一說20,025篇）、作者3,042人（一說3,035人）。

## 編纂經過
清嘉慶十二年（1807年），清仁宗取得內府舊藏《唐文》一百六十冊，認為該書「體例未協，選擇不精」，於是命詞臣加以重輯。《全唐文》正式輯纂始於嘉慶十三年（1808年），敕令開設「全唐文館」，由文華殿大學士董誥領銜，由廷臣學者共107人入館編校，以《唐文》為基礎，取《四庫全書》內的唐人別集，以及《文苑英華》、《唐文粹》、《唐大詔令集》、《古文苑》、《崇古文訣》、《文章辨體彙選》等總集，並搜羅《永樂大典》所載之殘篇，“散見於史子雜家記載、志乘金石碑版者”。至嘉慶十九年（1814年）閏二月成書進呈欽定、御製序文後即交由內府、督理兩淮鹽政阿克當阿等負責刊刻，嘉慶二十四年（1819年）刊成，即揚州官本。光緒年間有廣州重刻本。
作為《全唐文》底本的內府舊籍《唐文》原書今已不存，當時學者對其檢視描述如下：
- 《唐文》收錄唐、五代文一萬數千篇，分十六函，每函十冊。
- 《唐文》無序文、凡例，頁首有「梅谷」鈐印，當時不知編者，傳說為海寧陳氏或玲瓏山館、傳是樓之遺藏。
- 《唐文》尚未編輯完成，採納文章大都來自常見明代版本之唐人文集。
- 《唐文》將誥制特別分為一類。
- 《唐文》將帝王批語附於本文之後。
- 《唐文》中唐太宗文章內有《晉書》贊文。
- 《唐文》收有《會真記》等傳奇作品。
- 《唐文》將史書中唐人對話誤以為該人之文章。
- 《唐文》誤收隋代以前之文。
- 《唐文》中採自《文苑英華》之文章因據明刻本所輯，極多訛誤脫漏之處。

清仁宗所批評“體例未協，選擇不精”主要指後六項，於是《全唐文》編輯時修改了體例，也不收錄小說作品。體例上遵循《全唐詩》，次序分別為：“首諸帝，次后妃，次宗室諸王，次公主；五代亦依此序次，十國主附五代後；次臣工，次釋道，次閨秀。至宦官四裔，各文無可類從，附編卷末。”

## 評價
《全唐文》蒐羅極為廣博浩大，成書以來即為研究唐朝文學與歷史之重要典籍，俞樾評“有唐一代文苑之美，畢萃於茲；讀唐文者，歎觀止矣”。
《全唐文》有漏收、誤收、重出等缺失，例如：卷三百五十七收〈皇甫冉集序〉並非高適作品，〈陋室铭〉似為偽作、非刘禹锡作品。
《全唐文》最為詬病者，全書不注出处，大大降低了史料价值，史家陈垣说“《全唐文》等官书，其谬尤甚，不可不注意也。”又說“《全唐文》不注出处，一塌糊涂，殊可笑也。”

## 參與編輯人員

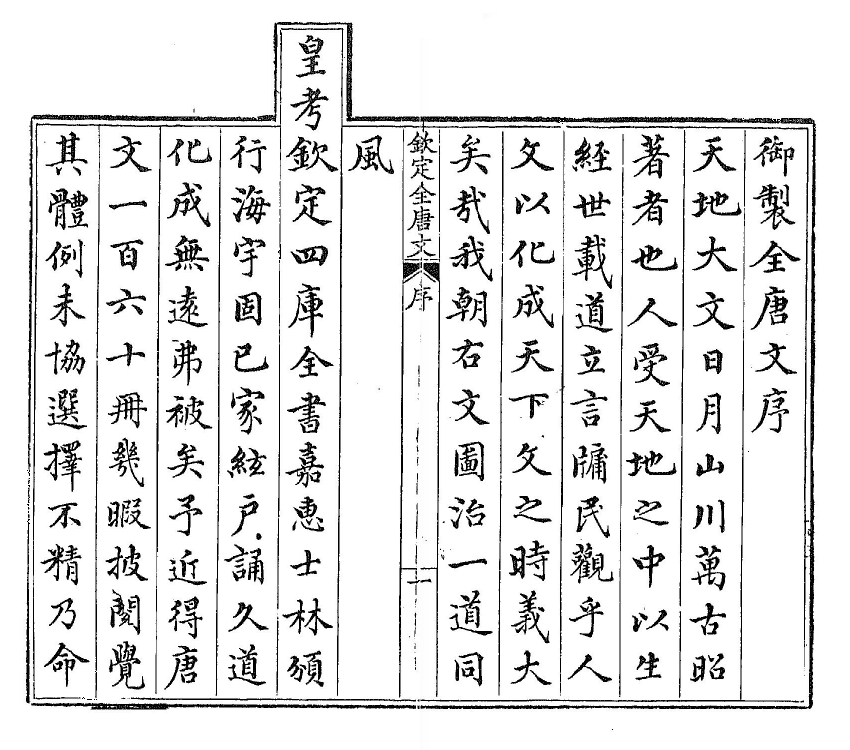
清仁宗御製序文。

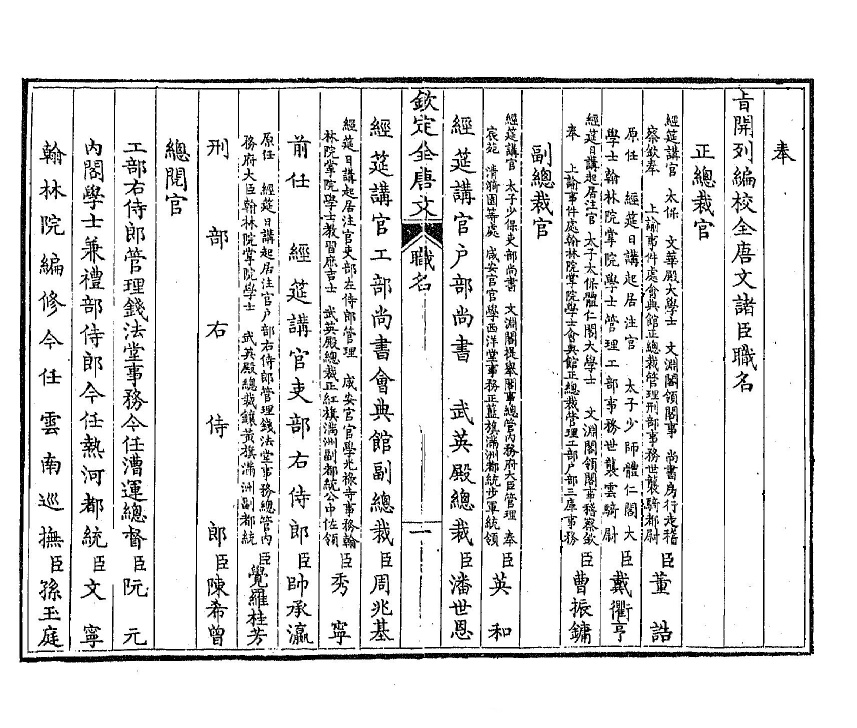
編校官員職名。

《欽定全唐文》卷首·嘉慶十九年閏二月〈奉旨開列編校全唐文諸臣職名〉詳列姓名與官銜。
- 正總裁官：董誥、戴衢亨、曹振鏞
- 副總裁官：英和、潘世恩、周兆基、秀寧、帥承瀛、覺羅桂芳、陳希曾
- 總閱官：阮元、文寧、孫玉庭、秦承恩、陳嵩慶
- 提調官：穆彰阿、繼昌、李恩繹
- 提調兼總纂官：徐松、孫爾準、胡敬
- 總纂官：杜堮、法式善、席煜、鄧廷楨、謝崧、陳鴻墀
- 纂修官：彭邦疇、潘恭辰、吳椿、謝學崇、洪占銓、胡開益、盛唐、董桂敷、何彤然、魯垂紳、程德楷、周壽椿、陳官俊、陶樑、董國華、陳傳經、謝階樹、周之琦、石承藻、劉榮黼、洪瑩
- 協修官：汪潤之、李宗昉、白鎔、宋湘、陳用光、葉紹本、沈維鐈、孫升長、胡承珙、翟錦觀、葉申萬、劉嗣綰、史評、吳信中、高翔麟、費丙章、孔傳綸、龔鏜、黃旭、方葆升
- 收掌官：春昭、雙寶、桂昌、哲麟、星額布、文路、承恩、汪繩𤇴、王爾勄、貴格、握爾敦、德慶、台斐英阿、那彥福、門裕安、福盛泰、博琳、福秉泰、寶桂、福寧
- 監刊官：阿克當阿、劉澐、廖寅、巴彥岱
- 刊校官：莫晉、吳鼒、吳錫麒、程壽齡、秦恩復、施杓、石韞玉、趙佩湘、江漣、谷際岐、黃文輝、貴徵、孫星衍、洪梧、汪端光

## 格式
- 四部類目：集部，總集類，斷代之屬，隋唐五代。
- 現存版本：嘉慶十九年武英殿刊本。
- 卷數：一千零四卷（含卷首四卷）。
- 函數：五十函。
- 冊數：五百零四冊。
- 裝訂：線裝。
- 版面：每頁面九行，每行二十二字。行格四周雙欄，板心花口、單魚尾，中縫上記書名「欽定全唐文」卷次，下為頁次。

## 补遗
為裨補《全唐文》考訂未精之處，陳鴻墀撰《全唐文紀事》一百二十二卷，比照計有功《唐詩紀事》，錄唐文逸事兼補闕篇；道咸年間學者勞格撰《讀全唐文劄記》、《劄記續補》指出其错谬者凡130条；岑仲勉撰《讀全唐文札記》，沿劳格之例，“就小传洎人名、官爵、郡县、年月等数类，笔其偶见”，又得310条。
《全唐文》編成後未及收錄之文，清末陸心源編《唐文拾遺》七十二卷、《唐文續拾》十六卷，補輯遺文達3,000篇，新增作者近500人。二十世纪唐代新出土文献数量极其丰富，周绍良主编的《唐代墓志汇编》、《唐代墓志汇编续集》，收录以墓志为主的唐代文章约5500篇；吴刚主编《全唐文补遗》，是汇编近年来新发现的唐五代人的墓志等资料，后附篇名索引和作者索引，2007年由三秦出版社出版九辑；陳尚君編《全唐文補編》，2005年由中華書局出版。

### 引用
1. ↑  《全唐文》〈凡例〉、法式善《存素堂文續集》卷二〈校全唐文記〉。
2. ↑  俞樾《唐文拾遺序》
3. ↑  陈垣致陈乐素，1941年9月3日。《陈垣来往书信集》，第1127页。
4. ↑  陈垣致陈乐素，1941年6月7日。《陈垣来往书信集》，第1125页。
5. ↑  勞格《讀書雜識》卷八
6. ↑  刊中央研究院《歷史語言研究所集刊》第九本，後收錄於《唐人行第錄》。